# Avraham Ben Yitzhak
Avraham Ben Yitzhak (auch: Avraham Ben-Yishak, Abraham Sonne) (* 13. September 1883 bei Przemyśl, Österreich-Ungarn; † 29. März 1950 in Ramatayim, Israel) war ein hebräischer Lyriker, österreichisch-israelischer Literaturkritiker und Gelehrter.

## Leben
Der aus Galizien stammende Ben Yitzhak lernte um 1900 Eliezer Lipshitz aus Lemberg kennen, der ihn ermunterte, seine Gedichte zu veröffentlichen. Er studierte in Berlin und Wien ohne Abschluss und veröffentlichte einige Gedichte auf Hebräisch, die als die erste moderne hebräische Lyrik gelten. Außerdem erschienen einige seiner literaturkritischen Essays anonym. Martin Buber veröffentlichte einen seiner Essays mit Namensnennung.
Im Jahr 1913 wurde ihm eine Dozentenstelle für Hebräische Literatur und Psychologie an einem Lehrerkolleg in Jerusalem angeboten, doch auf dem Weg dorthin verunglückte er schwer und musste nach Wien zurückkehren, um sich auszukurieren. 1915 wurden seine bei Przemysl verbliebenen Werke in den Kriegswirren des Ersten Weltkriegs zerstört, was ihn in eine schwere Depression stürzte. In den 1920er Jahren lehrte er am Hebräischen Pädagogischen Institut in Wien und erkrankte an Tuberkulose. Einige wohlhabende Freunde unterstützten ihn, in der Hoffnung, er werde seine poetische und essayistische Tätigkeit wieder aufnehmen. Er erwarb sich Freunde und Bewunderer, darunter James Joyce, Arnold Schönberg, Arthur Schnitzler, Elias Canetti, Joseph Roth, Soma Morgenstern und Hermann Broch.
Canetti, der ihn 1933 kennenlernte, schilderte ihn als „Dr. Sonne“ in seinem Memoirenband Das Augenspiel. In dieser Darstellung erscheint Ben Yitzhak als religiös, philosophisch, psychologisch und soziologisch umfassend gebildeter Gelehrter mit erstaunlicher gesellschaftlicher Weitsicht. Sonne übte in dieser Zeit einen großen Einfluss auf Canetti aus.
Als die Nationalsozialisten 1938 in Wien einmarschierten, entkam Ben Yitzhak nach Jerusalem. Dort schilderten ihn Zeitgenossen, etwa Leah Goldberg, als schweigenden Dichter. 1950 starb Ben Yitzhak an Tuberkulose. Begraben wurde er auf dem Nachalat-Jitzchaq-Friedhof in Givʿatajim.

## Werke, Ausgaben
- Poems, Tarshish Books, 1952 [Shirim, Hebräisch]
- Collected Poems, Hakibbutz Hameuchad/Siman Kriah, 1992 [Col Ha-Shirim, Hebräisch]
- Es entfernten sich die Dinge. Gedichte und Fragmente, herausgegeben und übersetzt aus dem Hebräischen von Efrat Gal-Ed und Christoph Meckel. Hanser Verlag 1994, ISBN 3-446-17876-7
- Avraham Ben Yitzhak, „Poesie“, (a cura di Anna Linda Callow e Cosimo Nicolini Coen), Portatori d’acqua, Pesaro 2018.